# Sainte-Justine-de-Newton
Sainte-Justine-de-Newton, antes conocido como Newton, es un municipio de la provincia de Quebec en Canadá. Es una de los municipios que conforman el municipio regional de condado de Vaudreuil-Soulanges en la región de Vallée-du-Haut-Saint-Laurent en Montérégie.

## Geografía

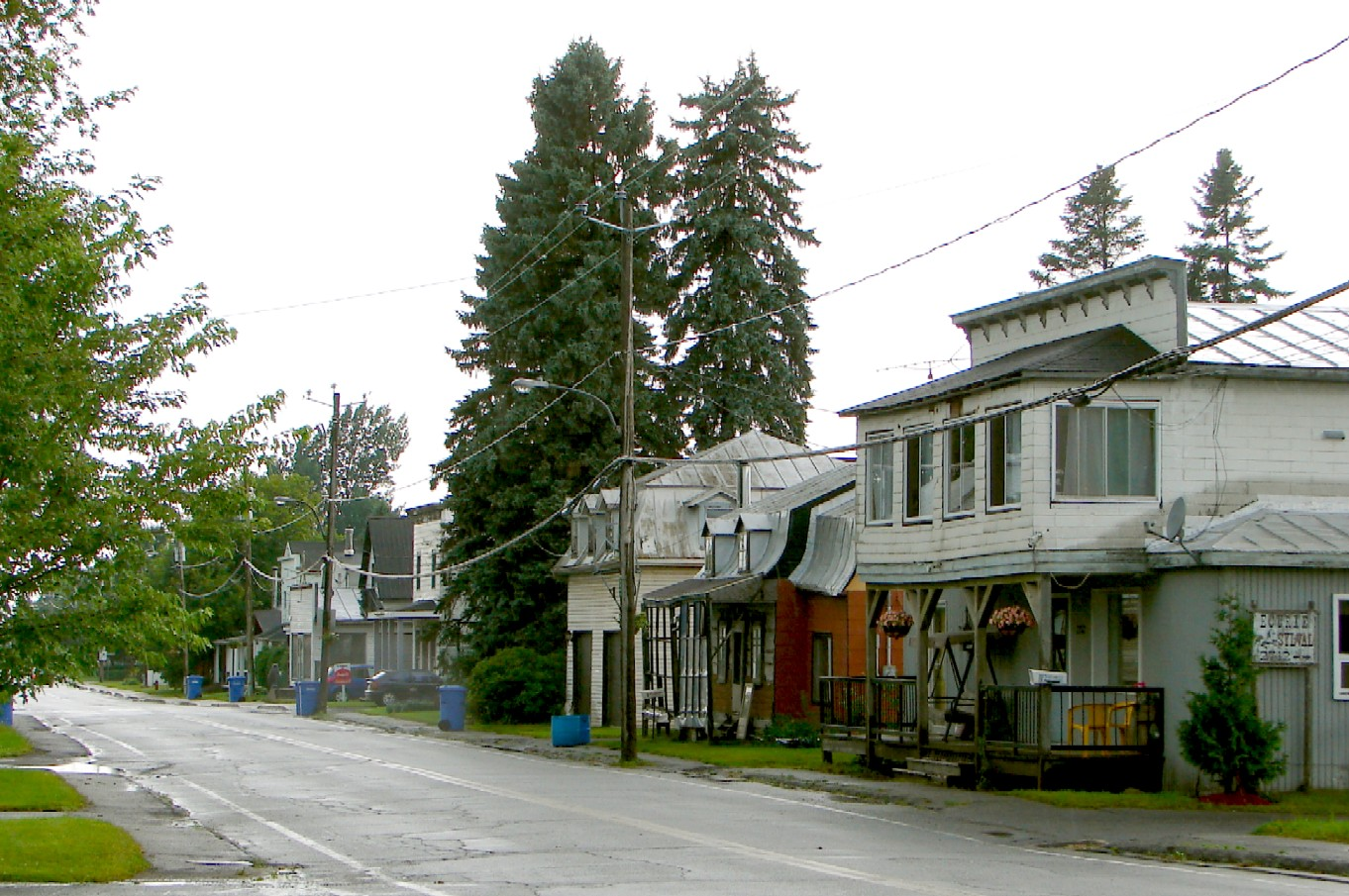
El pueblo

Sainte-Justine-de-Newton se encuentra ubicado al oeste del MRC de Vaudreuil-Soulanges en la frontera con la provincia de Ontario. Los municipios vecinos son Très-Saint-Rédempteur y Sainte-Marthe al norte, Saint-Clet al este, Saint-Polycarpe y Saint-Télesphore al sur, así como, al oeste, los municipios ontarienses de South Glengarry y Glengarry Nord en los condados unidos de Stormont, Dundas y Glengarry, y también Hawkesbury Est en los condados unidos de Prescott-Russell. La superficie total del municipio está de 84,85 km² cuyos 84,58 km² en tierra. El municipio está ubicado en la planicie del San Lorenzo. El río Delisle, un affluente del río San Lorenzo, corre por Sainte-Justine-de-Newton.

## Historia
El municipio de Sainte-Justine-de-Newton fue desarrollado en el cantón de Newton durante el régimen colonial inglés en 1795, mientras que todos los otros municipios en el MRC de Vaudreuil-Soulanges están en antiguos señoríos creados en Nueva Francia antes 1760. El cantón de Newton fue ubicado entre los señoríos de Rigaud y de Nouvelle-Longueuil y el municipio de cantón de Newton, del nombre de Issac Newton, fue creado en 1845 pero abolido en 1847. El municipio de parroquia de Sainte-Justine-de-Newton, recordando Justina de Padua, fue establecido en 1855 aunque la parroquia católica de Sainte-Justine fue instituida en 1858. La iglesia Sainte-Justine fue construida en 1866.

## Política
Sainte-Justine-de-Newton está incluso en el MRC de Vaudreuil-Soulanges. El consejo municipal se compone de seis consejeros sin división territorial. La alcaldesa actual (2015) es Gisèle Fournier, que sucedió a Patricia Domingos en 2013.
|            | 2005-2009                                                                                                   | 2009-2013 | 2013-2017                                                                                        |
| Alcalde    | Carol Dubé                                                                                                  | Patricia Domingos                                                                                               | Gisèle Fournier                                                                                  |
| Consejeros | Yvan Charlebois Bernard Cnudde Renée Glaude Joseph-Édouard Lupien Gaétan Sabourin Thérèse Thauvette-Asselin | Daniel Carrière# Jean-Luc Campeau#* Robert Lefebvre Yan Méthot#** Denis Ranger# Gaétan Sabourin# Karina Séguin# | Pierre Dubé Éric Dufresne** Denis Pouliot Denis Ranger Jacques Séguin Karina Séguin* Yves Wilson |

* Al inicio del termo pero no al fin.  ** Al fin del termo pero no al inicio.  # En el partido de la alcaldesa (2009).
Sainte-Justine-de-Newton forma parte de la circunscripción electoral de Soulanges a nivel provincial y de Vaudreuil-Soulanges a nivel federal.

## Demografía
Según el censo de Canadá de 2011, había 973 personas residiendo en este municipio con una densidad de población de 11,5 hab./km². Los datos del censo mostraron que de las 929 personas en 2006, en 2011 el cambio poblacional fue un aumento de 4,7%. El número total de inmuebles particulares resultó de 437 de las cuales se encontraban ocupadas por residentes habituales fueron 393. La población es rural.
Evolución de la población total, Sainte-Justine-de-Newton, 1986-2015

## Economía
La economía de Sainte-Justine-de-Newton es agrícola.